# Золотошейная селенидера
Золотошейная селенидера (лат. Selenidera reinwardtii) — вид дятлообразных птиц из семейства тукановых. Обитает в Южной Америке на западе Амазонии.

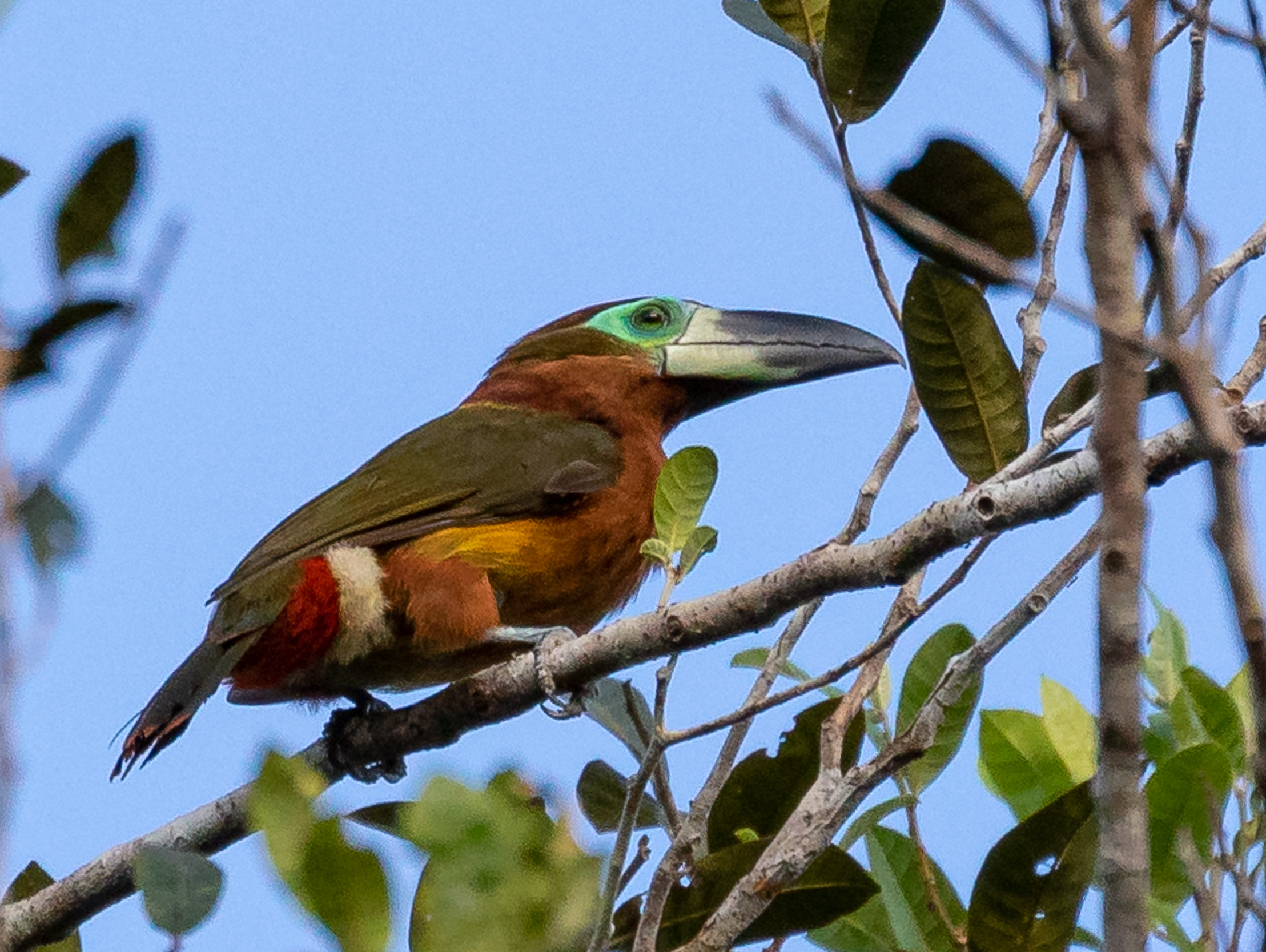
Самка подвида Selenidera reinwardtii langsdorffii

Общая длина тела до 33 см, масса до 154 г. Клюв каштаново-красный с черными коньком, вершиной и краями. Окраска самца преимущественно чёрная с оранжевыми перьями на щеках и жёлтой или желтовато-оливковой полосой за ушами. Вокруг глаз неоперенный участок голубовато-зеленого цвета. Подхвостье красное. Основной фон оперения самки каштановый. Голос напоминает длинные серии лягушачьего кваканья.
Обитает в дождевых тропических лесах запада Амазонии от верховий реки Апапорис в западно-центральной части Колумбии на севере ареала до верховий реки Мадиди на северо-западе Боливии. Западная граница ареала проходит вдоль восточных склонов Анд в пределах юга Колумбии, востока Эквадора, севера и востока Перу и северо-запада Боливии. На восток распространена до места впадения реки Мадейра в Амазонку в центре Амазонии, не проникая на правый берег Мадейры. На левый, северный берег Амазонки проникает только у самой границы Бразилии с Колумбией и Перу. Встречается на высоте до 1000—1300 м, изредка проникая в горы до высоты 1500 м.
Образует два подвида:
- Selenidera reinwardtii reinwardtii — северный, номинативный подвид, обитающий на юге Колумбии, востоке Эквадора и северо-востоке Перу[6];
- Selenidera reinwardtii langsdorffii — южный подвид, распространенный на востоке Перу, западе Бразилии и севере Боливии. Некоторые орнитологи выделяют его в отдельный вид Selenidera langsdorffii[5][7].